# Jumping Jacks (film)
Jumping Jacks is een Amerikaanse filmkomedie uit 1952 onder regie van Norman Taurog. Destijds werd de film in Nederland uitgebracht onder de titel Martin en Lewis als parachutisten.

## Verhaal
De paratroeper Chick Allen nodigt zijn oude makker Hap Smith uit om mee te helpen met een optreden die hij en een paar andere soldaten aan het voorbereiden zijn. Hap had vroeger een nachtclubnummer samen met Chick, dat hij samen met Betsy Carter voortzette, toen Chick bij de luchtmacht ging. Chick betrekt Hap bij het nummer, omdat de generaal ontevreden is over de vorige voorstellingen die de groep heeft gegeven, en dreigt hen te elimineren als hun kwaliteit niet snel verbetert. Chick hoopt dat Hap hen daarbij kan helpen.
Hap doet zich voor als soldaat om in de ploeg van Chick te komen. Het plan slaagt, en dankzij Hap wordt het optreden die avond een wervelend succes. De voorstelling is echter zo succesvol dat de generaal besluit met de groep op tournee te gaan langs andere kampen. Hap beseft dat hij en Chick voor de krijgsraad zullen komen als de generaal ontdekt dat hij geen echte soldaat is. Derhalve is hij nu gedwongen mee te reizen en het spel mee te blijven spelen. Chick en de soldaten geven Hap de codenaam soldaat "Dogface" Dolan, terwijl de echte "Dogface" zich schuilhoudt.
Hap ondergaat training als paratroeper, en door dom geluk slaagt hij erin alles goed te doen. De sergeant feliciteert hem zelfs met zijn snelle vorderingen. Hap wil echter dolgraag terug naar zijn oude leventje en probeert meerdere malen weg te lopen, steeds zonder succes. Uiteindelijk belandt Hap samen met Chick in een oorlog. De twee nemen een vijandige generaal gevangen. Kort hierop valt Hap alsnog door de mand, maar vanwege zijn moedige optreden wordt hij ter plekke ingezegend als officiële paratroeper en als held onthaald.

## Rolverdeling
| Acteur         | Personage         |
| -------------- | ----------------- |
| Dean Martin    | Chick Allen       |
| Jerry Lewis    | Hap Smith         |
| Mona Freeman   | Betsy Carter      |
| Don DeFore     | Luitenant Kelsey  |
| Robert Strauss | Sergeant McClusky |
| Richard Erdman | Dogface Dolan     |
| Ray Teal       | W.W. Timmons      |
| Marcy McGuire  | Julia Loring      |
| Danny Arnold   | Soldaat Evans     |

## Achtergrond
De opnamen voor de film vonden plaats tussen 3 december 1951 en 23 januari 1952.
Het oorspronkelijke scenario werd geschreven door Robert Lees en Frederic I. Rinaldo tijdens de Tweede Wereldoorlog. De rechten werd verkocht aan Paramount Pictures. Het scenario werd aangeboden aan Bob Hope en later aan Danny Kaye, maar ze bedankten allebei voor de eer, omdat ze al een paar legerkomedies hadden gedraaid. Na afloop van de oorlog verloor Paramount interesse in de film.
Later werd het idee weer uit de kast gehaald door Herbert Baker, die het scenario aanpaste voor een film met Martin en Lewis.